# Online collecte
Een online collecte is een geldinzamelingsmethode via internet. 
Bij een online collecte kunnen collectanten met een virtuele collectebus online geld inzamelen voor een goed doel. 
Via internet of e-mail kunnen ze mensen vragen om een bijdrage te leveren in hun online collectebus. Online collectanten sturen een e-mail met daarin hun motivatie om te collecteren en een link naar een online collectebus. Gevers kunnen dan via een online betaling geld doneren aan het goede doel. Online collectanten kunnen ook met een banner op hun website aandacht vragen voor hun online collectebus.  

## Initiatief
KWF Kankerbestrijding heeft de online collecte in 2004 voor het eerst toegepast. Voor het idee van de virtuele collecte kreeg KWF Kankerbestrijding tijdens de Nationale Webvertising Workshop van Funda de prijs voor de 'beste online campagne'. De prijs bestond uit de creatieve uitwerking van de online collecte.
Sinds 2008 zijn er verschillende bedrijven zoals stichting GeefGratis en IKondersteun op het online collecteren gesprongen. Via verschillende platformen kunnen goede doelen en organisaties acties opstarten en zo online collecteren. Ook tijdens de coronacrisis in 2020 en 2021 werden veel collectes online gedaan, aangezien het in die periode door de afstandsmaatregelen niet mogelijk was om fysiek te collecteren. Door het geld online in te zamelen konden collectanten dan op afstand collecteren.